# اس‌اس اسکوشیا (۱۸۴۷)
اس‌اس اسکوشیا (۱۸۴۷) (به انگلیسی: SS Scotia (1847)) یک کشتی است. این کشتی در سال ۱۸۴۷ ساخته شد.